# Dieter Nentwig
Dieter Nentwig (* 1946 in Frankfurt am Main) ist ein deutscher Konzert- und Tourneeveranstalter und Musikproduzent, der in den Bereichen des Jazz, Blues, Gospel, Celtic Folk und Klezmer hervorgetreten ist.

## Leben und Wirkung
Nentwig begann während der Ausbildung zum Chemotechniker Waschbrett zu spielen. Bald leitete er Zech’s Washboard Company, mit der er deutschlandweit auftrat. Weiter war er als Musiker an Plattenaufnahmen der Red Hot Hottentots und Frankfurter All-Star-Ensembles beteiligt und spielte als Gastsolist auch mit Rod Mason und Abbi Hübner.
Nachdem er zunächst für die Gesellschaft zur Förderung des New Orleans Jazz als Konzertveranstalter tätig gewesen war, gründete er 1971 eine eigene Konzertdirektion, mit der er, zunächst regional beschränkt, Jazzkonzerte durchführte mit Musikern wie Alton Purnell und Trevor Richards ebenso wie mit Benny Waters, Stéphane Grappelli oder Dudu Pukwana; bald folgten auch Folkkonzerte mit Gruppen wie Wild Geese, Planxty oder den Tannahill Weavers. Seit 1972 war er Manager der Barrelhouse Jazzband; auch popularisierte er in Deutschland Les Haricots Rouges und die Klezmermusik mit Giora Feidman.
In Frankfurt arbeitete er als Programmberater für den neu eröffneten Sinkkasten (1971) und startete Konzertreihen wie Jazz im Schlachthof (1975) und Jazz in den Niddaparkterrassen (1980). Er organisierte ab Mitte der 1970er Jahre Festival-Tourneen wie A Night in New Orleans, Celtic Folk Festival, German Blues Meeting, das Deutsche Country Festival, das European Hot-Jazz & Dixieland-Festival, das Festival Swinging Paris oder das Gospel and Spiritual Meeting. Zwischen 1977 und 1981 arbeitete er mit Diether Dehm zusammen und organisierte Konzerte der bots, von Nina Hagen und Klaus Lage. Nentwig war von 1977 bis 2006 künstlerischer Leiter des Festivals Jazz in der Burg in Dreieich. Seit 1984 produziert er die jährlich Tournee Barrelhouse Jazz Gala, mit der er durch zahlreiche Städte tourte. In der Alten Oper Frankfurt präsentierte er Künstler wie Dizzy Gillespie, Stan Getz, Jacques Loussier und organisierte u. a. die Gala zum 80. Geburtstag von Fritz Rau. Die von Nentwig 1983 zum ersten Male in der Alten Oper produzierte Barrelhouse Jazz Party findet seitdem jährlich statt.
Für die jährliche Sommer-Konzertreihe Jazz im Hof im Ministerium für Wissenschaft und Kunst machte Nentwig von 1994 bis 2017 die Programmgestaltung.
Bis in die 90er Jahre organisierte er die Deutschlandtourneen von u. a. Giora Feidman, Trevor Richards, The Jackson Singers, La Romanderie, Schnuckenack Reinhardt, Memphis Slim und anderer US-Bluesmusiker.
Ab 1975 war er Produzent des Labels Joke Records, wo Platten unter anderem von Oscar Klein mit Günter Boas, der Frankfurt City Blues Band mit Alexis Korner und Louisiana Red, der irischen Folkband Wild Geese, den Frankfurt Swing All Stars oder der Old Metropolitan Band entstanden. Seit 1988 produzierte er alle CDs der Barrelhouse Jazzband. 2018 beendete er seine Tätigkeit als Manager und Agent der Barrelhouse Jazzband.
Nentwig betreibt weiter seine Agentur für Jazz- und Bluesbands, veranstaltet Konzerte in der Alten Oper Frankfurt und produziert die jährliche Tournee Barrelhouse Jazz Gala. Der Park-Lane-Jazz-Club Osnabrück zeichnet ihn 2021 als Keeper of the Flame aus.